# RAF St Eval
RAF St Eval – baza lotnicza Royal Air Force funkcjonująca w latach 1939–1959, podlegająca dowództwu RAF Coastal Command, zlokalizowaną na terenie wioski St Eval w Kornwalii.

## Historia bazy

### Budowa bazy
Plan rozwoju RAF z lat 30. przewidywał istnienie baz umożliwiających lotnicze patrole przeciw okrętom podwodnym i nawodnym u południowo-zachodnich wybrzeży Anglii. Prace nad budową bazy rozpoczęto w 1938, burząc wioskę St Eval.  Przetrwał tylko kościół przejęty przez RAF jako kościół, który nadal istnieje. Baza została otwarta 2 października 1939.

### Bitwa o Anglię
W czerwcu 1940 baza stała się kwaterą główną dowództwa RAF Fighter Command podczas bitwy o Anglię. Stacjonowały w niej myśliwce: Supermarine Spitfire, Hawker Hurricane i Bristol Blenheim biorące udział w bitwie. Lotnisko latem 1940 i z początkiem 1941 było kilkakrotnie bombardowane przez Luftwaffe w nocnych nalotach, co spowodowało znaczne szkody i straty. Podobnie naloty w maju 1942 przyniosły  zniszczenia budynków i samolotów. Dla obrony baza została wyposażona w urządzenie wysyłające w powietrze stalową kurtynę opadającą na spadochronach. Miało to na celu rozbicie wrogich samolotów i spowodowanie ich awarii, ale urządzenie to zawiodło.

### Aktywność operacyjna
Od grudnia 1940 do końca wojny z bazy wykonywano loty meteorologiczne oraz fotograficzne misje rozpoznawcze. 
W dniu 6 kwietnia 1941  bombowiec torpedowy Beaufort z bazy St Eval rozpoczął atak na niemiecki pancernik Gneisenau stojący w porcie Brest. Zdołał wystrzelić torpedę z bliskiej odległości, ale został zestrzelony. Jednak pancernik został poważnie uszkodzony poniżej linii wodnej i musiał wrócić do doku w celu naprawy. 
Latem 17 lipca 1942 61 Eskadra RAF odnotowała pierwsze w grupie RAF Bomber Command niepodważalne zniszczenie U-boota w Zatoce Biskajskiej.
Od października 1942 w bazie stacjonowały eskadry amerykańskie z zadaniem patrolowania Zatoki Biskajskiej w poszukiwaniu U-bootów. Bombowce Consolidated B-24 Liberator były wyposażone w radary i inny sprzęt do wykrywania okrętów podwodnych. Najskuteczniejsze patrole przeprowadzono w dniach 18 lipca–2 sierpnia 1943, po których Niemcy unikali wynurzania się w ciągu dnia. 

### Wypadek w St Eval
W sierpniu 1943 Whitley i Liberator zderzyli się na wybiegu. Whitley zapalił się, co po wybuchu ładunków głębinowych spowodowało ogromną eksplozję oraz utratę samolotu i załóg. Kolizja była częściowo wynikiem złego układu pasa startowego, z martwym punktem, który ukrywał jeden samolot przed drugim.

### 1944 - koniec wojny
Znaczenie bazy St Eval było tak istotne, że na początku 1944 zainstalowano FIDO w celu rozpraszania mgły wokół pasa. Baza była też wykorzystywana  podczas alianckiej inwazji na Europę. Wobec zmniejszenia zagrożenia ze strony U-bootów, na jesieni 1944 baza straciła na znaczeniu.

### Dywizjon 304
Dywizjon 304 przebywał w bazie w okresie 6 marca do 9 lipca 1945 patrolując obszar południowo-zachodniego podejścia do Wysp Brytyjskich i Irlandii oraz Kanału Świętego Jerzego.

### Po II wojnie światowej

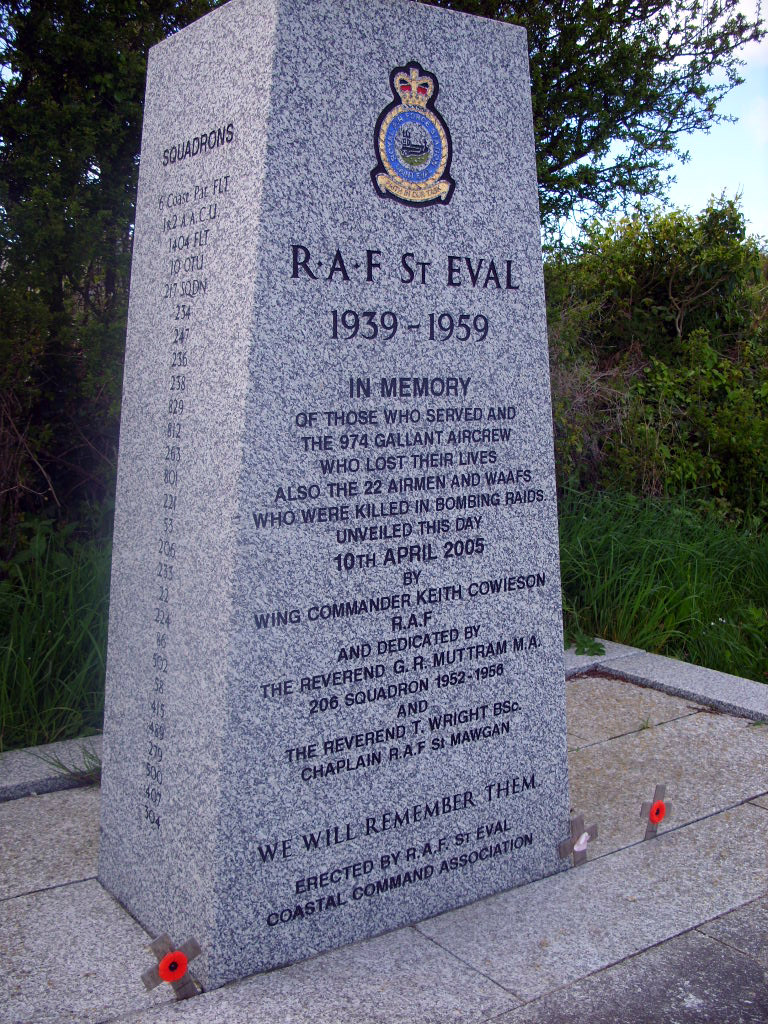
Pomnik pamięci załóg startujących z RAF St Eval – z boku lista dywizjonów, na końcu listy 304

Baza była nadal wykorzystywana do patroli morskich oraz do akcji poszukiwawczo-ratowniczych. Stacja została zamknięta 6 marca 1959.
W bazie znajduje się stacja nadajnika wysokiej częstotliwości stanowiąca część usługi łączności podległej Ministerstwu Obrony.
Znaczna część podstawowej struktury lotniska nadal istnieje. Nowa wioska St Eval została zbudowana po wschodniej stronie bazy. 

## Upamiętnienie
W bazie stoi pomnik pamięci załóg startujących i poległych w latach 1939–1959 – z boku lista dywizjonów, na końcu listy 304. 

## Zobacz
- Bazy RAF używane przez PSP